# Taebaek
Taebaek (Hán Việt: Thái Bạch) là một thành phố Hàn Quốc, thuộc tỉnh Gangwon. Thành phố được đặt tên theo dãy núi Taebaek.

## Du lịch
Năm 2016, Taebaek được lựa chọn làm trường quay của Hậu duệ mặt trời. Trong phim Taebaek có tên là Uruk - một miền đất giả tưởng nơi quân đội Hàn Quốc tới đóng quân và gìn giữ hòa bình. Khu vực này vốn dĩ là một khu mỏ cũ, sau khi phim đóng máy đã bị phá bỏ. Khi đó, cựu tổng thống Hàn Quốc Park Geun-hye đã đề cập tới kế hoạch xây dựng lại khu vực quay phim để quảng bá văn hóa, đồng thời cải thiện đường giao thông và các cơ sở hạ tầng khác để đón khách du lịch. Chính giữa công trình là những bức tượng bằng đồng ghi dấu cảnh đại úy Yoo và bác sĩ Kang hôn nhau lãng mạn hay đôi giày quân sự cỡ lớn của đại úy Yoo sử dụng trong phim.
Ước tính, các hạng mục phục dựng, quảng bá du lịch Taebaek ăn theo bộ phim đã tốn 270 triệu won (tương đương 5,4 tỷ đồng). Đổi lại, thành phố nhỏ thuộc tỉnh Gangwon đã đón lượng khách du lịch đông đảo chưa từng có.
Đặc biệt là sau đám cưới của cặp đôi diễn viên chính vào năm 2017, Taebaek còn trở thành điểm du lịch tổ chức đám cưới hay trăng mật. Vào mùa hè, thành phố còn tổ chức lễ hội "Hậu duệ mặt trời" và lễ kỷ niệm dành cho các cặp đôi. Năm đầu tiên đã có 12.000 người tham dự. Tuy nhiên, tất cả đã thay đổi sau khi Song Joong Ki và Song Hye Kyo tuyên bố ly hôn. Những đôi uyên ương cho rằng đây là một điều rất buồn và có phần không may mắn cho tình yêu của họ nếu tham dự lễ hội.

## Khí hậu
| Dữ liệu khí hậu của Taebaek              | Dữ liệu khí hậu của Taebaek | Dữ liệu khí hậu của Taebaek | Dữ liệu khí hậu của Taebaek | Dữ liệu khí hậu của Taebaek | Dữ liệu khí hậu của Taebaek | Dữ liệu khí hậu của Taebaek | Dữ liệu khí hậu của Taebaek | Dữ liệu khí hậu của Taebaek | Dữ liệu khí hậu của Taebaek | Dữ liệu khí hậu của Taebaek | Dữ liệu khí hậu của Taebaek | Dữ liệu khí hậu của Taebaek | Dữ liệu khí hậu của Taebaek |
| Tháng                                    | 1                           | 2                           | 3                           | 4                           | 5                           | 6                           | 7                           | 8                           | 9                           | 10                          | 11                          | 12                          | Năm                         |
| ---------------------------------------- | --------------------------- | --------------------------- | --------------------------- | --------------------------- | --------------------------- | --------------------------- | --------------------------- | --------------------------- | --------------------------- | --------------------------- | --------------------------- | --------------------------- | --------------------------- |
| Cao kỉ lục °C (°F)                       | 12.1 (53.8)                 | 20.1 (68.2)                 | 21.6 (70.9)                 | 29.7 (85.5)                 | 32.6 (90.7)                 | 35.0 (95.0)                 | 34.2 (93.6)                 | 35.6 (96.1)                 | 31.8 (89.2)                 | 26.4 (79.5)                 | 22.6 (72.7)                 | 15.2 (59.4)                 | 35.6 (96.1)                 |
| Trung bình ngày tối đa °C (°F)           | 0.5 (32.9)                  | 2.8 (37.0)                  | 7.2 (45.0)                  | 15.0 (59.0)                 | 20.1 (68.2)                 | 23.4 (74.1)                 | 25.3 (77.5)                 | 25.5 (77.9)                 | 21.2 (70.2)                 | 16.6 (61.9)                 | 9.7 (49.5)                  | 3.4 (38.1)                  | 14.2 (57.6)                 |
| Trung bình ngày °C (°F)                  | −4.8 (23.4)                 | −2.8 (27.0)                 | 1.9 (35.4)                  | 8.9 (48.0)                  | 14.0 (57.2)                 | 17.8 (64.0)                 | 20.9 (69.6)                 | 21.0 (69.8)                 | 16.0 (60.8)                 | 10.3 (50.5)                 | 3.9 (39.0)                  | −2.0 (28.4)                 | 8.7 (47.7)                  |
| Tối thiểu trung bình ngày °C (°F)        | −9.7 (14.5)                 | −8.0 (17.6)                 | −3.2 (26.2)                 | 2.8 (37.0)                  | 8.0 (46.4)                  | 12.5 (54.5)                 | 17.2 (63.0)                 | 17.3 (63.1)                 | 11.4 (52.5)                 | 4.7 (40.5)                  | −1.2 (29.8)                 | −6.8 (19.8)                 | 3.8 (38.8)                  |
| Thấp kỉ lục °C (°F)                      | −21.7 (−7.1)                | −20.3 (−4.5)                | −16.8 (1.8)                 | −8.2 (17.2)                 | −2.1 (28.2)                 | 0.5 (32.9)                  | 5.6 (42.1)                  | 8.3 (46.9)                  | 1.0 (33.8)                  | −7.1 (19.2)                 | −15.2 (4.6)                 | −18.5 (−1.3)                | −21.7 (−7.1)                |
| Lượng Giáng thủy trung bình mm (inches)  | 32.6 (1.28)                 | 35.8 (1.41)                 | 60.7 (2.39)                 | 77.4 (3.05)                 | 90.4 (3.56)                 | 142.2 (5.60)                | 287.3 (11.31)               | 279.6 (11.01)               | 203.9 (8.03)                | 51.8 (2.04)                 | 43.4 (1.71)                 | 19.2 (0.76)                 | 1.324,3 (52.14)             |
| Số ngày giáng thủy trung bình (≥ 0.1 mm) | 8.3                         | 7.7                         | 10.5                        | 8.6                         | 9.4                         | 11.2                        | 16.5                        | 15.6                        | 11.5                        | 6.8                         | 7.6                         | 6.4                         | 120.1                       |
| Số ngày tuyết rơi trung bình             | 10.7                        | 9.7                         | 9.9                         | 2.1                         | 0.0                         | 0.0                         | 0.0                         | 0.0                         | 0.0                         | 0.5                         | 3.3                         | 7.6                         | 44.0                        |
| Độ ẩm tương đối trung bình (%)           | 61.3                        | 60.6                        | 61.8                        | 55.3                        | 61.3                        | 71.8                        | 78.6                        | 79.8                        | 78.8                        | 70.3                        | 64.1                        | 60.5                        | 67.0                        |
| Số giờ nắng trung bình tháng             | 173.4                       | 174.5                       | 194.8                       | 219.8                       | 229.2                       | 193.6                       | 141.0                       | 144.6                       | 149.8                       | 188.1                       | 166.7                       | 169.5                       | 2.144,6                     |
| Phần trăm nắng có thể                    | 56.3                        | 57.1                        | 52.6                        | 55.7                        | 52.2                        | 44.0                        | 31.5                        | 34.4                        | 40.2                        | 53.9                        | 54.4                        | 56.6                        | 48.2                        |
| Nguồn:                                   |                             |                             |                             |                             |                             |                             |                             |                             |                             |                             |                             |                             |                             |